# Harvest Moon: A New Beginning
Harvest Moon: A New Beginning  Harvest Moon 3D: Un nuevo comienzo, Bokujō Monogatari Hajimari no Daichi|lit. "Luna de la Cosecha: Terreno de inicio" es un videojuego de simulación de granja desarrollado por Marvelous AQL para la consola Nintendo 3DS. Forma parte de la serie de videojuegos Harvest Moon. Salió a la venta el 23 de febrero de 2012 en Japón, el 11 de junio de 2012 en América y el 20 de septiembre de 2013 en Europa.

## Historia
Se dice que hace bastante tiempo mucha gente vivía en Echo Village, pero ahora el pueblo esta prácticamente desierto. Uno detrás de otro los habitantes se han mudado a la ciudad, dejando al pueblo casi deshabitado.
Cerca del pueblo se encuentra una pequeña granja, perteneciente a tu padre y que ahora has heredado para intentar revitalizarla y al mismo tiempo hacer que el pueblo de Echo Village vuelva a ser como en su mejor época.
Para cumplir este objetivo, tú y uno de los residentes llamado Dunhill forman un plan para revitalizar el pueblo. Creando decoraciones, casas y demás para que poco a poco los antiguos residentes del pueblo vuelvan y así darle vida a Echo Village.